# Enes bakeri
Enes bakeri là một loài bọ cánh cứng trong họ Cerambycidae.